# SB 4 II
Die Dampflokomotivreihe SB 4 II war eine Tenderlokomotivreihe der Südbahngesellschaft (SB), einer privaten Bahngesellschaft Österreich-Ungarns.

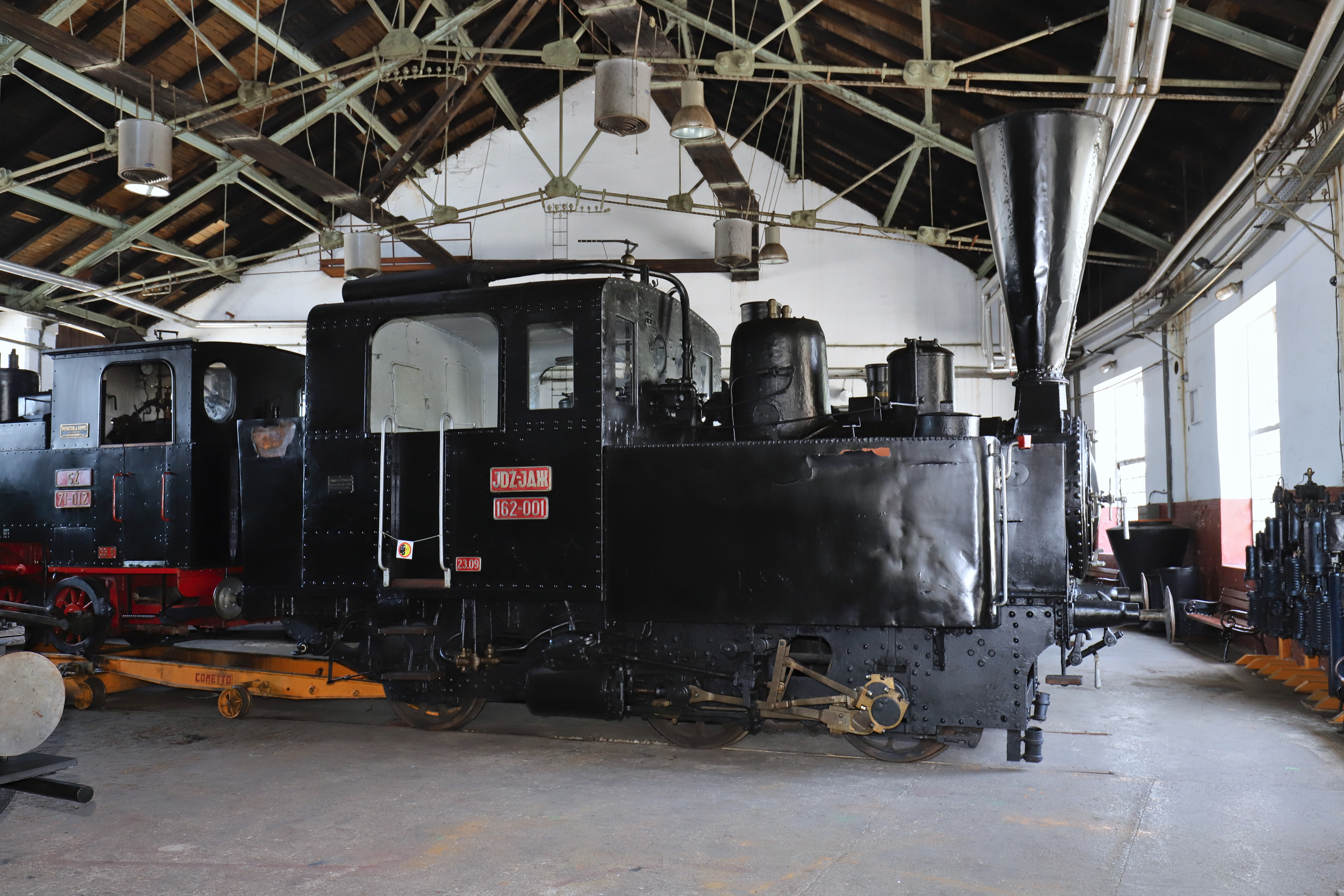
Die JDŽ 162.001 (ex SB 52) ist in der Umbauversion im Eisenbahnmuseum Ljubljana ausgestellt.

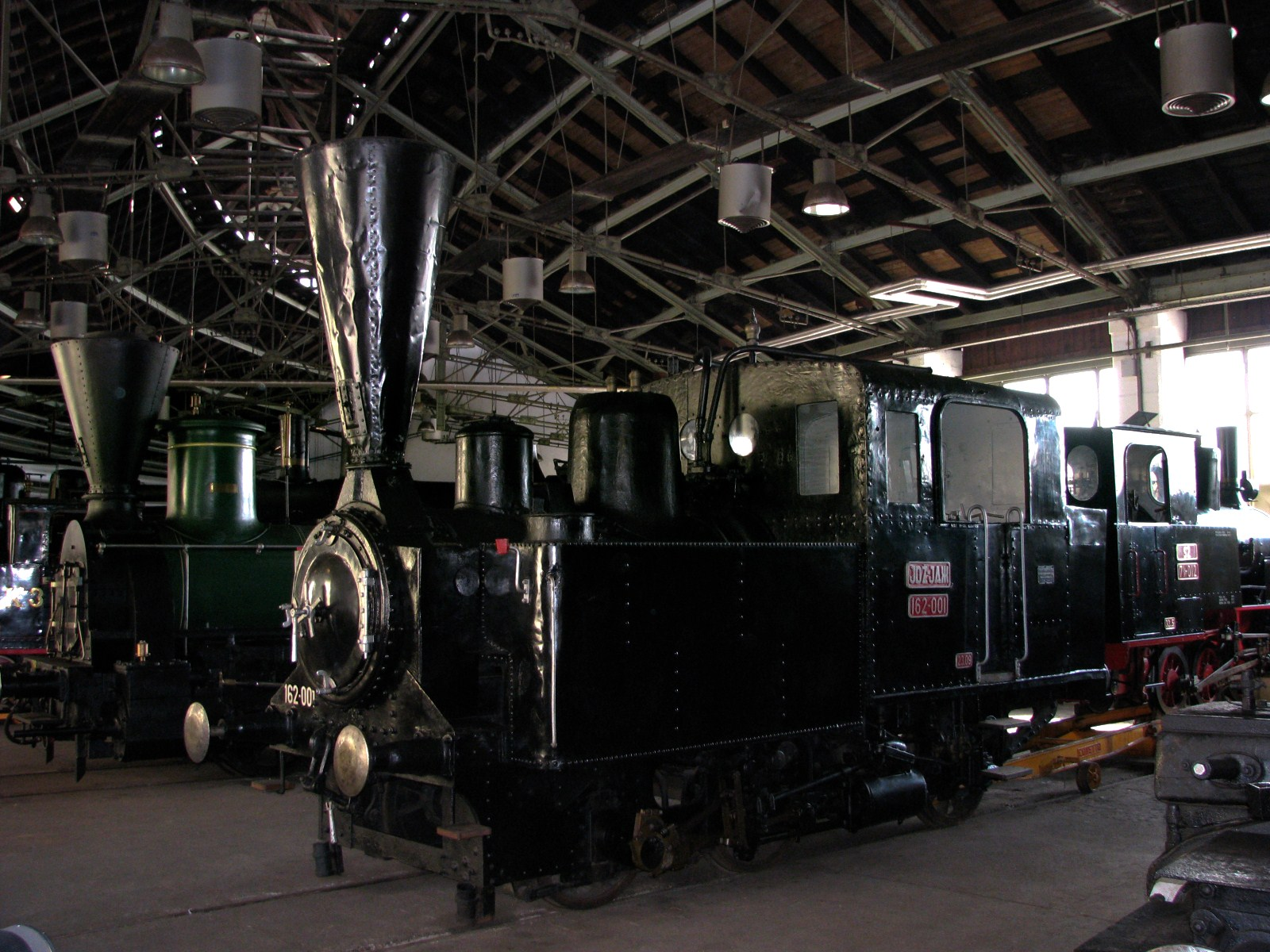
JDŽ 162.001, Ljubljana

Die Gepäcklokomotiven Anton Elbels der Österreichischen Nordwestbahn (ÖNWB) erfuhren durch Louis Adolf Gölsdorf bei der SB ihr Gegenstück. Louis A. Gölsdorf, der Vater Karl Gölsdorfs, war zu jener Zeit Maschinendirektor der Südbahngesellschaft. Er wählte im Unterschied zu den Elbel-Maschinen, die Bauart A1 hatten, die Achsanordnung B1. Allerdings hatten die Loks umgekehrten Antrieb, d. h., die Zylinder befanden sich hinter der zweiten angetriebenen Achse. Da der Gepäckraum nicht verwendet wurde, erfolgte zwischen 1898 und 1902 ein Umbau zu gewöhnlichen B1-Tenderlokomotiven mit jetzt vergrößertem Führerhaus und Kohlentender.
Die kleinen Loks wurden zunächst auf der Pottendorfer Linie und zwischen Leoben und Vordernberg eingesetzt, später auch auf anderen Strecken der Südbahn, so auch auf der Laxenburger Bahn. 1904 kamen die Loks mit den Nummern 51 und 58 zur Graz-Köflacher Eisenbahn (GKB). Vier Stück wurden zwischen 1913 und 1915 ausgemustert. 1918 verblieben die 54 und 59 bei den FS als Reihe 814 und sieben Exemplare kamen zu den Eisenbahnen des Königreichs der Serben, Kroaten und Slowenen und vier davon später als Reihe 162 zu den JDŽ. 162.002 wurde von der Deutschen Reichsbahn als 98 8101 eingeordnet.
Erhalten blieben die FS 814.002 (ex SB 59) im Nationalen Wissenschafts- und Technikmuseum Leonardo da Vinci in Mailand und die JDŽ 162.001 (ex SB 52) im Slowenischen Eisenbahnmuseum Ljubljana. Weiters befindet sich die JDŽ 162-004 im serbischen Crveni Krst (Niš). 